# Arthur Nestrovski
Arthur Nestrovski (Porto Alegre, 26 de dezembro de 1959) é um compositor, violonista, crítico literário e musical brasileiro. Também tem significativas realizações como escritor, editor e gestor cultural. Nomeado diretor artístico da Orquestra Sinfônica do Estado de São Paulo (Osesp), assumiu a função em janeiro de 2010 e permaneceu no cargo até outubro de 2022, quando anunciou que deixava a Osesp, depois de treze anos, para voltar a projetos pessoais. 
Em 2012 foi nomeado também diretor artístico do Festival de Campos do Jordão, onde ficou até a edição de 2022.
Graduou-se em Música, pela Universidade de York, Inglaterra, em 1983. Obteve seu PhD em Literatura e Música pela Universidade de Iowa, EUA, em 1990. De 1992 até 2009 atuou como crítico de música clássica do jornal Folha de S.Paulo; e de 1999 a 2009 foi editor da PubliFolha. De 1991 a 2005 foi professor na pós-graduação em Comunicação e Semiótica da PUC/SP; abandonou a carreira universitária para dedicar-se mais intensivamente à música.
Desde então gravou os cds solo Jobim Violão, Chico Violão e Violão Violão; o disco de composições Tudo o Que Gira Parece a Felicidade e um disco de composições e arranjos, Pra Que Chorar (com o cantor Celso Sim), entre outros projetos, incluindo o DVD O Fim da Canção - TatitWisnikNestrovski e mais recentemente os CDs Pós Você e Eu (2016) e Sarabanda (2020), ambos com a cantora Lívia Nestrovski, sua filha, e Jobim Canção (2024), com Paula Morelenbaum. 
Apresenta-se de modo regular com artistas como Zé Miguel Wisnik, Zélia Duncan, Adriana Calcanhotto e Paula Morelenbaum, no Brasil e no exterior (Alemanha, Portugal, Polônia). A lista de parceiros inclui nomes como a cantora Celsim e o violonista João Camarero.  
Renomado também como autor de livros para crianças (onze títulos até 2024), recebeu o Prêmio Jabuti de Livro do Ano de Ficção, em 2003, por Bichos Que Existem e Bichos Que Não Existem. Também recebeu um Prêmio Jabuti por seu primeiro livro, Debussy e Poe (1997) e, mais recentemente (2020) o Prêmio Açorianos (Porto Alegre) de "Livro do Ano" por seu livro Tudo Tem a Ver - Literatura e Música, uma antologia de ensaios e outros textos, publicada para marcar seu aniversário de 60 anos. Em 2021, recebeu o Prêmio Governador do Estado (SP). 
Como editor (desde 1991 até 2009), esteve à frente de grande número de publicações, com destaque para uma série de livros sobre música na PubliFolha (de Wisnik, Tom Zé, Arnaldo Antunes e Luiz Tatit, entre outros) e para a coleção "Folha Explica" (83 títulos publicados até dezembro de 2009). 
Seu trabalho deixa marcas em várias frentes -- música, crítica (musical e literária), literatura infantil, edição e tradução -- de um modo incomum, mas característico de vários artistas contemporâneos no Brasil. As disciplinas se cruzam naturalmente em tudo o que ele produz, sem se prender a rótulos, e sempre com interesse voltado para a cultura brasileira, pensada de modo abrangente e aberto.

## CDs e DVDs
Jobim Canção (CD digital). Com a cantora Paula Morelenbaum. Participações de João Camarero, Zé Miguel Wisnik e Marcelo Costa. 10 faixas. Rio de Janeiro: Biscoito Fino, 2024.
Violão Violão (CD). 14 faixas, de Villa-Lobos e 12 outros autores brasileiros. São Paulo: Circus, 2022.
Sarabandas (EP digital). Duas sarabandas de Bach, para violão solo. São Paulo: Circus, 2020.
Sarabanda (CD). Com a cantora Lívia Nestrovski. 17 canções (entre composições próprias, versões para canções de Schumann e Schubert, e arranjos, com letras inéditas, para peças de J.S. Bach, Saint-Saëns e Fernando Sor, lado a lado com canções de Wisnik, Jobim/ Vinicius de Moraes, Francis Hime/ Vinicius e outros). São Paulo: Circus, 2020.
Pós Você e Eu (CD). Com a cantora Lívia Nestrovski. 11 canções (entre composições próprias e de autores como Ary Barroso e Arrigo Barnabé, além de Schubert e Schumann em versões para português). São Paulo: Circus, 2016.
O Fim da Canção. Tatit Wisnik Nestrovski (DVD). 23 canções + entrevistas. São Paulo: SESC, 2012.
Pra Que Chorar (CD). Com o Cantor Celso Sim. 16 canções (entre composições próprias e de autores como Caymmi, Ismael Silva e Cartola, além de Schubert e Schumann em versões para português). São Paulo: SIM/Tratore, 2010; reed. Biscoito Fino, 2011.
Chico Violão (CD). 15 canções de Chico Buarque (e parceiros), em arranjos para violão solo. Rio de Janeiro: Biscoito Fino, 2010. 
Tudo O Que Gira Parece a Felicidade (CD). Trilha original para o espetáculo do projeto Cidadança. Onze composições (3 em parceria com Eucanaã Ferraz, 2 com Celso Sim), e participação como violonista. São Paulo: Gaia Discos/ Ivaldo Bertazzo, 2007. 
Jobim Violão (CD). 14 canções de Tom Jobim, em arranjos para violão solo. São Paulo: Gaia Discos/ Instituto Moreira Salles, 2007. 2a edição, 2007. 3a edição Rio de Janeiro: Biscoito Fino, 2009. 
Amor Canção (DVD). Com Ná Ozzetti. Aula-show na série “Café Filosófico”, da CPFL. São Paulo: TV Cultura, 2007.
Serestando. CD single da canção (em parceria com Zé Celso Martinez Corrêa e Celso Sim). Com Celso Sim e Coro Oficina. Gaia Discos/ Teatro Oficina Uzyna Uzona, 2006. 
Milágrimas (DVD). Show da trilha para espetáculo de dança de Ivaldo Bertazzo. Direção musical (com Benjamim Taubkin) e violão. São Paulo: SESC, 2006.
Milágrimas (CD). Trilha para espetáculo de dança de Ivaldo Bertazzo. Direção musical (com Benjamim Taubkin) e violão. Com B. Taubkin, Kholwa Brothers [África do Sul e outros artistas. São Paulo: SESC, 2005.

## Livros publicados
- Debussy e Poe. Porto Alegre: L&PM, 1986. Prêmio Jabuti (“Revelação”) da Câmara Brasileira do Livro, 1987.
- Ironias da Modernidade. Ensaios sobre Literatura e Música. São Paulo: Ática, 1996.
- Notas Musicais. Do Barroco ao Jazz. São Paulo: PubliFolha, 2000. 2a ed., 2005.
- Três Canções de Tom Jobim . Com Lorenzo Mammì e Luiz Tatit.  São Paulo: CosacNaify, 2004.
- Outras Notas Musicais. Da Idade Média à Música Popular Brasileira. São Paulo: Publifolha, 2009.
- Palavra e Sombra. Ensaios de Crítica. São Paulo: Ateliê, 2009.
- Tudo Tem a Ver. Literatura e Música. São Paulo: Todavia, 2019.

Antologias e coletâneas (organizador)
1. riverrun. Ensaios sobre James Joyce . Rio de Janeiro: Imago, 1992. 
2. Catástrofe e Representação. Com Márcio Seligmann-Silva. São Paulo: Escuta, 2000.
3. Figuras do Brasil. 80 Autores em 80 Anos de Folha. São Paulo: PubliFolha, 2001. 2a ed. 2002.
4. Música Popular Brasileira Hoje. São Paulo: Publifolha, 2002. 2a ed., 2003. 3a ed., 2008.
5. Em Branco e Preto – Artes Brasileiras na Folha, 1990-2003. São Paulo: Publifolha, 2004.
6. Aquela Canção. 12 Contos Para 12 Músicas (incluindo CD). São Paulo: Publifolha, 2005. Prêmio Vinicius de Moraes da UBE, 2006.
7. Lendo Música. 10 Ensaios Sobre 10 Canções. São Paulo: Publifolha, 2007.
8. O Brasil Não Existe! Ficções e Canções. São Paulo: Publifolha, 2010.
Literatura infantil
1. Histórias de Avô e Avó. São Paulo: Companhia das Letrinhas, 1998. Ilustrações: Maria Eugenia. 20a.ed., 2021. Selo “Altamente  Recomendável” da Fundação Nacional do Livro Infantil e Juvenil. 
2. O Livro da Música. São Paulo: Companhia das Letrinhas, 2000. Ilustrações: Marcelo Cipis. Selo “Altamente Recomendável” da Fundação Nacional do Livro Infantil e Juvenil. 2a ed. 2002. 3a ed. 2003.
3. Bichos Que Existem e Bichos Que Não Existem. São Paulo: Cosac & Naify, 2002.     Ilustrações: Maria Eugenia. 2a ed., 2003. 3a ed., 2003. 4a ed., 2004. 5a ed., 2005. 6a ed., 2007. Prêmios Jabuti da Câmara Brasileira do Livro 2003: “Livro do Ano/Ficção” e “Melhor Livro Infantil ou Juvenil”. Nova ed. Companhia das Letrinhas, 2018. 2a. ed., 2021.
4. A Iara. [Coleção “Histórias do Rio Moju”.] São Paulo: FTD, 2002. Ilustrações: Caco Galhardo. 2a ed., 2004.
5. Coisas Que Eu Queria Ser. São Paulo: Cosac & Naify, 2003. Ilustrações: Marcelo Cipis. 2a ed., 2003. 3a ed., 2008.  Acervo Básico – Fundação Nacional do Livro Infantil e Juvenil 2003.
6. Barulho, Barulhinho, Barulhão. São Paulo: Cosac & Naify, 2004. Ilustrações: Marcelo Cipis. 2a ed., 2004.
7. Cores das Cores. São Paulo: Cosac & Naify, 2006. Ilustrações: Marcelo Cipis. Prêmio Jabuti (2° lugar) de “Melhor Ilustração/ Livro Infantil”, 2007.
8. Viagens para Lugares Que Eu Nunca Fui. Ilustrações: Andrés Sandoval. São Paulo: Companhia das Letrinhas, 2008. Selo "Altamente Recomendável" da Fundação Nacional do Livro Infantil e Juvenil.
9. Agora eu era. Ilustrações: Laerte. São Paulo: Companhia das Letrinhas, 2009. 3.a ed., 2021.
10. Pelo Nariz. São Paulo: CosacNaify, 2013. Ilustrações: Marcelo Cipis. Prêmio Sylvia Orthoff da Biblioteca Nacional 2014, Melhor Livro Infantil. Nova ed., Editora do Sesi, 2018.
11. Amanhã Eu Faço. Ilustrações: Bernardo França. São Paulo: Companhia das Letrinhas, 2024.

## Prêmios literários
- Prêmio Jabuti (“Autor Revelação”) da Câmara Brasileira do Livro, 1987.
- Prêmio Jabuti (“Melhor Livro Infantil”) da Câmara Brasileira do Livro, 2003.
- Prêmio Jabuti (“Livro do Ano/ Ficção”) da Câmara Brasileira do Livro, 2003.
- Prêmio Vinicius de Moraes da União Brasileira de Escritores/ RJ, 2006.
- Prêmio Açorianos/ Porto Alegre ("Livro do Ano"), 2020.